# Constantin Lupulescu
Constantin Lupulescu (Buftea, 25 marzo 1984) è uno scacchista rumeno.
È Maestro Internazionale dal 2003, e Grande Maestro dal 2006.
Nella lista FIDE di marzo 2020 ha 2.652 punti Elo, al primo posto in Romania.

## Carriera
Cinque volte vincitore del Campionato rumeno (2007, 2010, 2011, 2013 e 2015).
Ha partecipato con la Romania a quattro Olimpiadi degli scacchi (2004, 2008, 2012 e 2014), ottenendo complessivamente il 62,2% dei punti.
Nel 2013 è arrivato 5° nel Campionato europeo individuale di 
Legnica, a pari punti con il vincitore Oleksandr Moïsejenko. Nel campionato europeo del 2014 è arrivato sesto con 8 /11 , qualificandosi per la Coppa del Mondo 2015, dove è stato però eliminato nel primo turno da Igor' Lysyj. 
Nella Coppa del mondo 2019 a Chanty-Mansijsk è stato eliminato nel primo turno da Ihor Kovalenko (1,5–2,5). 
Ha vinto, da solo o alla pari, i tornei di Bucarest 2003 e 2006, Timişoara 2006, Baku 2014 e Reykjavík 2019.